# Uki Goñi
Uki Goñi (Washington, 17 ottobre 1953) è un giornalista e scrittore argentino.

## Biografia
Dopo aver completato gli studi intrapresi in diversi paesi (Stati Uniti, Argentina, Messico e Irlanda) iniziò la sua collaborazione con vari giornali di varie nazioni.

## Opere
- Judas. La verdadera historia de Alfredo Astiz, El Infiltrado, Buenos Aires, Editorial Sudamericana, 1996, ISBN 978-95-007-1197-5.
- Perón y los Alemanes. La verdad sobre el espionaje nazi y los fugitivos del Reich, Buenos Aires, Editorial Sudamericana, 1998, ISBN  978-95-007-1473-0.
- Operazione Odessa. La fuga dei gerarchi nazisti verso l'Argentina di Perón (La auténtica Odessa, 2002), trad. di Sergio Minucci, Collezione Storica, Milano, Garzanti, 2003, ISBN 978-88-116-9405-2; Collana Gli elefanti. Storia, Milano, Garzanti, 2007, ISBN 978-88-116-7932-5. [Una versione ampliata e corretta apparve in Argentina nel 2008; la nuova versione aumentata, con un nuovo Prologo dell'Autore, è uscita in Argentina nel 2017]